# Ampelasia azelinoides
Ampelasia azelinoides är en fjärilsart som beskrevs av William Schaus 1913. Ampelasia azelinoides ingår i släktet Ampelasia och familjen nattflyn. Inga underarter finns listade i Catalogue of Life.